# Mœrnach
Mœrnach település Franciaországban, Haut-Rhin megyében. Lakosainak száma 517 fő (2022. január 1.). Mœrnach Mooslargue, Bisel, Feldbach, Bendorf, Kœstlach és Durlinsdorf községekkel határos.

## Népesség
A település népességének változása:
| Lakosok száma | 586  | 572  | 561  | 529  | 524  | 519  | 516  | 516  | 517  |
|               | 2013 | 2015 | 2016 | 2017 | 2018 | 2019 | 2020 | 2021 | 2022 |